# Erioptera (Mesocyphona) intercepta
Erioptera (Mesocyphona) intercepta is een tweevleugelige uit de familie steltmuggen (Limoniidae). De soort komt voor in het Neotropisch gebied.